# 豐迪拉克縣
豐迪拉克县（英語：Fond du Lac County）是位於美国威斯康辛州東部的一個縣，面積1,983平方公里。根據2020年美國人口普查統計，共有人口10萬4,154人。縣治豐迪拉克（Fond du Lac）。該縣成立於1836年12月7日，縣政府成立於1844年；縣名來自縣治（城名是法语「湖的盡頭」的意思，指的是城市位於湖的南端）。